# ویلیام بی. واشبرن
ویلیام بی. واشبرن (به انگلیسی: William B. Washburn) سناتور سابق عضو حزب جمهوری‌خواه ایالات متحده آمریکا بود. وی در سال ۱۸۷۴ تا ۱۸۷۵ میلادی سناتور ایالت ماساچوست در سنای ایالات متحده آمریکا بود.